# Vern Buchanan
Vernon Gale Buchanan (nacido el 8 de mayo de 1951) es un empresario y político estadounidense miembro de la Cámara de Representantes de los Estados Unidos como representante del 16.° distrito congresional de Florida. Es miembro del Partido Republicano y con un patrimonio neto valorado en 157.2 millones de dólares, es considerado el cuarto miembro más rico del Congreso de los Estados Unidos.
Buchanan fue el presidente de la Cámara de Comercio de Florida y se desempeñó como miembro de la junta y del comité ejecutivo de la Cámara de Comercio de Estados Unidos.

## Primeros años y educación
Buchanan nació en Detroit, Míchigan. Se desempeñó como miembro de la Guardia Nacional Aérea de Míchigan desde 1970 hasta 1976. Obtuvo su licenciatura en administración de empresas de la Universidad Cleary en 1975 y consiguió una maestría en administración de empresas de la Universidad de Detroit en 1986.

## Carrera profesional y política
Antes de llegar al Congreso, Buchanan se dedicó enteramente a los negocios. En 1992 se convirtió en fundador y presidente de Buchanan Automotive Group y Buchanan Enterprises, de donde viene gran parte de su riqueza. Años más tarde también fue propietario de Jamat Reinsurance Company y Buchanan Reinsurante Company, así como copropietario de Greater Atlantic Insurance Company. 
En junio de 2007, Buchanan, en su declaración financiera, informó que tenía más de $100 millones en activos, lo que lo ubicaba entre los cinco miembros más ricos del Congreso. La mayor parte de su riqueza proviene de su imperio automotriz, que incluye varios concesionarios en Florida. También informó sobre participaciones en la propiedad de unas cincuenta empresas más, incluidas compañías de reaseguros en el extranjero y un negocio de vuelos chárter. Informó haber recibido al menos 19.5 millones de dólares en ingresos de estos negocios en 2006. 
La carrera política de Buchanan comenzó en 2006, con su candidatura a la Cámara de Representantes por parte del partido republicano. Desde entonces Buchanan ha sido representante del antiguo 13.° distrito congresional de Florida y del actual 16.° distrito congresional de Florida. Durante su tiempo en la Cámara Alta sólo ha sido parte del Comité de Medios y Arbitrios.
Para sus detractores, encarna la corrupción de una parte de la clase política por haberse comprado un yate de varios millones de dólares el mismo día que votaba en el Congreso una ley que reducía los tipos impositivos a las rentas muy altas.

## Vida personal
Buchanan practica la religión cristiana y con su esposa Sandy ha tenido dos hijos, Matt y James. Actualmente vive en Longboat Key, Florida.